# 倉田英二
倉田 英二（くらた えいじ、1971年9月22日 - ）は、日本の俳優。神奈川県出身。身長173cm。体重60kg。血液型はA型。おとめ座。
趣味は乗馬、ジャグリング、ヒップホップダンス。特技はパントマイム、ジャズダンス。

## 出演

### テレビ
- TOKYO23区の女（フジテレビ）
- 元禄繚乱（NHK）
- 火曜サスペンス劇場 （日本テレビ）
  - 刑事・鬼貫八郎 11「積木の塔」（2000年4月4日）- スキー場従業員 役
- Dr.コトー診療所（フジテレビ）
- 夫婦道（TBS）
- ウイスキペディア（BSフジ）- バーのマスター 役
- やんごとなき一族 第1話（2022年4月21日、フジテレビ）- 運転手 役
- 離婚弁護士 スパイダー〜慰謝料争奪編〜 第1話（2024年10月5日、日本テレビ） - 竹下部長 役[1]

### CM
- JR東海「ファイトエクスプレス」
- ヤングジャンプ
- 任天堂「ゲームボーイアドバンス」
- 富士重工業「レガシィ」『家族のもとへ篇』（2006年11月 - ）白石真理、伊咲ミユらと共演。